# دانشجویان و دانش‌آموختگان لیبرال ایران
گروه دانشجویان و دانش‌آموختگان لیبرال ایران (Iranian liberal students and graduates)، گروهی است متشکل از فعالان فعلی و سابق دانشجویی ایران که طی سال‌های اخیر در عرصه سیاسی ایران حضور داشته‌اند.

## تاریخچه
تاریخچهٔ پیدایش این گروه به اوایل دهه ۸۰ باز می‌گردد که تعدادی از فعالان دانشجویی دانشکده فنی دانشگاه تهران، حلقه‌ای مطالعاتی را شکل دادند. بعدها و در سال ۱۳۸۴، از دل این حلقه مطالعاتی، گروه دانشجویان و دانش‌آموختگان لیبرال، با هدف توسعه و تبیین دیدگاه‌های لیبرالی منطبق با جامعه ایران در دانشگاه تهران تشکیل شد. و در ادامه دانشجویانی از سایر دانشگاه‌های ایران به عضویت آن درآمدند.
«دانشجویان و دانش‌آموختگان لیبرال ایران» نخستین گروه ایرانی است که به گونه‌ای شفاف، از لیبرالیسم و ایجاد ساز و کارهای لیبرالی در ایران دفاع می‌کند؛ این گروه در بهار سال ۱۳۸۸، مانیفست خود را منتشر کرد که مجموعه دیدگاه‌های گروه را دربارهٔ مسائل کلان سیاسی، اقتصادی، فرهنگی و اجتماعی تبیین می‌کند.
در انتخابات جنجالی ریاست جمهوری دهم، گروه دانشجویان و دانش‌آموختگان لیبرال، با صدوربیانیه ای به‌طور رسمی به حمایت ازمهدی کروبی پرداخت. پس از برگزاری انتخابات نیز، گروه دانشجویان و دانش‌آموختگان لیبرال ایران، از گروه‌های حامی جنبش سبز ایران بود که فعالیت اعضای آن در قالب جنبش سبز، منجر به برخورد امنیتی با این گروه شد. در تاریخ بیست‌وهشتم آبان ماه سال ۱۳۸۸، در پی هجوم مأموران امنیتی به جلسه کتاب‌خوانی و مطالعاتی گروه دانشجویان و دانش‌آموختگان لیبرال، ۷ تن از اعضای این گروه بازداشت شدند و پس از گذراندن دوره بازداشت خود از یک ماه تا سه ماه، به حبس‌های تعزیری و تعلیقی به مدت یک سال محکوم شدند.
با وجود بازداشت اعضای گروه در آخرین روزهای آبان ماه ۱۳۸۸، این گروه در بیانیه‌ای از دانشجویان برای برپایی هرچه باشکوه‌تر روز ۱۶ آذر در همان سال دعوت کرد.
اگر چه تعدادی از اعضای «دانشجویان و دانش آموختگان لیبرال ایران» به قصد ادامه تحصیل یا به دلیل فشارهای امنیتی در کشور، ناگزیر به ترک ایران شده‌اند هم‌اکنون در خارج از کشور به سر می‌برند اما اکثریت اعضای آن هم‌چنان در داخل کشور حضور دارند.

## اهداف
«دانشجویان و دانش‌آموختگان لیبرال ایران»، در عرصه اقتصاد به اقتصاد بازار آزاد، دولت کمینه، کاهش مقررات دست و پاگیر، بازکردن درب‌های کشور به روی سرمایه‌گذاران خارجی، پیوستن به سازمان تجارت جهانی، خصوصی‌سازی حداکثری اموال در اختیار دولت، و مالیات‌های حداقلی معتقدند.
این گروه در عرصه سیاست داخلی، چنان که در مانیفست خود آورده‌اند به دموکراسی لیبرال به عنوان فرمی از حکومت که با رای اکثریت اداره شده و در عین حال حقوق اقلیت را نیز حفظ می‌کند معتقدند. جدایی نهاد دین از نهاد دولت، تضمین حقوق اقلیت‌ها و حکومت قانون از دیگر باورها مهم این گروه سیاسی است.
«دانشجویان و دانش‌آموختگان لیبرال ایران»، در سیاست خارجی از روابط مبتنی بر احترام متقابل با تمامی کشورهای جهان، تبدیل ایران به یک کشور مسوول در منطقه، قطع حمایت از گروه‌های تروریستی و محور قرار گرفتن منافع ملی خصوصاً توسعه اقتصادی در تدوین سیاست خارجی ایران دفاع می‌کنند.
به باور این گروه تفکیک دولت از امر قدسی و نهادهای دینی امری ضروری است، این به معنای دین‌ستیزی نیست بلکه به معنی آزادی و برابری پیروان کلیه مذاهب و ادیان است، چرا که یکی از وظایف دولت لیبرال دموکرات، فراهم کردن فضایی امن و آزاد برای عبادت پیروان ادیان و مذاهب مختلف است.

## مرام‌نامه (مانیفست)
مرامنامه دانشجویان و دانش‌آموختگان لیبرال ایران شامل یک مقدمه و هفده بخش است که در آن به شرح خط فکری، اهداف و برنامه‌های این گروه پرداخته شده‌است.

## اعضای سازمان
سعید قاسمی نژاد از بنیانگذاران این گروه است. در حال حاضر امیرحسین اعتمادی دبیرکل «گروه دانشجویان و دانش‌آموختگان لیبرال ایران» را بر عهده دارد. دیگر اعضای این مجموعه از فعالین دانشجویی و زندانیان سیاسی هستند.

## سایت خبری
تارنمای خبری بامداد خبر، ارگان دانشجویان و دانش آموختگان لیبرال ایران است که علاوه بر انتشار اخبار، بیانیه‌ها، یادداشتها و مصاحبه‌های مربوط به این گروه اخبار مربوط به ایران و جهان را در زمینه‌های مختلف سیاسی، اقتصادی، هنر و ادبیات، جامعه و فرهنگ، دانشگاه و حقوق بشر پوشش می‌دهد.

## کمپین نه به حجاب اجباری
گروه دانشجویان و دانش‌آموختگان لیبرال دانشگاه‌های ایران در تازه‌ترین فعالیت خود، «کمپین نه به حجاب اجباری»را در اعتراض به حجاب اجباری در ایران راه انداخته‌است. در این کمپین تعداد زیادی از فعالان سیاسی، اجتماعی، دانشجویی، روزنامه‌نگاران و مدافعان حقوق بشر مشارکت کرده‌اند و تعداد اعضای صفحه فیسبوک مربوط به آن بیش از شصت هزار نفر است. این کمپین توانست در مسابقات Bobs در بخش بهترین فعال اجتماعی رتبه اول بخش آرای عمومی را کسب کند

## کمپین نه به سربازی اجباری
گروه دانشجویان و دانش‌آموختگان لیبرال دانشگاه‌های ایران در تازه‌ترین فعالیت خود، «کمپین نه به سربازی اجباری»را در اعتراض به سربازی اجباری در ایران راه انداخته‌است. در این کمپین تعداد زیادی از فعالان سیاسی، اجتماعی، دانشجویی، روزنامه‌نگاران و مدافعان حقوق بشر و مخالف با سربازی مشارکت کرده‌اند و تعداد اعضای صفحه فیسبوک مربوط به آن بیش از سیزده هزار نفر است. عبدالرضا احمدی، یکی از مسئولان این گروه و مسئول کمپین درباره هدف راه‌اندازی آن به دویچه وله می‌گوید:«این کمپین با ترجمه متون اقتصادی و حقوق بشری و مصاحبه و یادداشت سعی در آسیب شناسی سربازی اجباری در ایران دارد.»

## مدرسه لیبرالی
مدرسه لیبرالی یکی از فعالیت‌های این گروه در حوزه لیبرالیسم است. «مدرسه لیبرالی» با جمع اوری متون و اثار مشاهیر لیبرالیسم و معرفی ان کوشیده است، مخاطب فارسی زبان را با مفاهیم لیبرالیسم آشنا سازد.